# Азаричи (Брянская область)
Азаричи — село в Злынковском районе Брянской области, в составе Спиридоновобудского сельского поселения. 
 Расположено в 6 км к югу от села Спиридонова Буда. Население — 36 человек (2012).

## История
Упоминается с 1684 года как существующее село в составе Речи Посполитой; с 1772 года вошло в Российскую империю (Могилёвская губерния). Храм Святителя Николая упоминается с XVIII века (не сохранился).
С 1861 по 1923 год входило в Староюрковичскую волость Гомельского уезда.
До начала XX века были развиты ремёсла: портняжное, сапожное, столярное, бондарное.
С 1923 года в Чуровичской волости Новозыбковского уезда; в 1929—1932 в Чуровичском районе, в 1932—1939 и 1959—1988 — в Новозыбковском; в 1939—1959 и с 1988 года по настоящее время — в Злынковском районе.
С 1919 до 1930-х гг. являлось центром Азаричского сельсовета, позднее в Спиридоновобудском сельсовете, сельском поселении.
| Годы      | 1878 | 1897 | 1909 | 1926 | 1979 | 1989 | 2002 | 2010 | 2012 |
| --------- | ---- | ---- | ---- | ---- | ---- | ---- | ---- | ---- | ---- |
| Население | 792  | 927  | 1065 | 633  | 284  | 146  | 61   | 43   | 36   |